# Лев Аргир
Лев Аргир (*Λέων Ἀργυρός, д/н —після 922) — державний та військовий діяч Візантійської імперії.

## Життєпис
Походив з провінційного знатного роду Аргирів. Син Евстафія Аргира, друнгарія віли (тагми флоту). Розпочав службу за часів імператора Льва VI, також на візантійському флоті. Близько 910 року разом з братом Пофом розпочав службу в загоні манглабітів (особистій охороні імператора).
У 911 році призначається стратегом феми Себастія, також отримав титул протоспатарія. У 917 році брав участь у поході проти Болгарії, зумів врятуватися після нищівної поразки візантійців у битві при Ахелої. У 919 році разом з братом Пофом та сином Романом підтримав захоплення влади Романом Лакапіном. На дяку від останнього отримав титул патрикія, а потім магістра.
У 921 році разом з братом Пофом Аргиром очолював захист Константинополя під час нападу болгарських військ на чолі з царем Синеоном. Візантійці зазнали тяжкої поразки біля Пегі, а у 922 році Аргири знову зазнали поразки від болгар на чолі з кавханом Феодором Сигріцею у битві недолік від столиці. Лев Аргир врятувався, але ймовірно невдовзі відсторонений від якихось військових посад, але напевне залишився у синкліті. Про подальшу долю нічого невідомо.

## Родина
- Роман, зять імператора Романа I Лакапіна
- Маріан Аргир (д/н—963), доместік схол Заходу